# Jemnice
Jemnice (prononciation tchèque: [ˈjɛmɲɪtsɛ]) (en allemand : Jamnitz) est une ville du district de Třebíč, dans la région de Vysočina, en République tchèque. Sa population s'élevait à 3 975 habitants en 2024.

## Géographie
Jemnice se trouve à 8 km au nord-est de Moravské Budějovice, à 32 km au sud-ouest de Třebíč, à 41 km au sud-est de Jihlava à 152 km au sud-est de Prague.
La commune est limitée par Chotěbudice et Lomy au nord, par Budkov, Mladoňovice, Lhotice et Slavíkovice à l'est, par Kostníky, Jiratice, Radotice et Menhartice au sud et par Pálovice, Budíškovice et Třebětice à l'ouest.

## Histoire
La première mention écrite de la localité date de 1197.

## Transports
Par la route, Jemnice se trouve à 25,5 km de Telč, à 39 km de Třebíč, à 50 km de Jihlava et à 151 km de Prague.